# Ellok

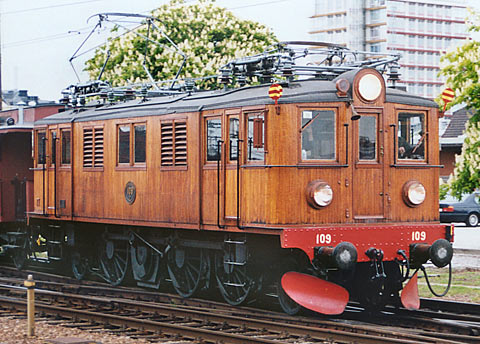
Ett klassiskt ellok, typ Du från 1925 i Malmö. Detta lok är bevarat på Kristianstads järnvägsmuseum.

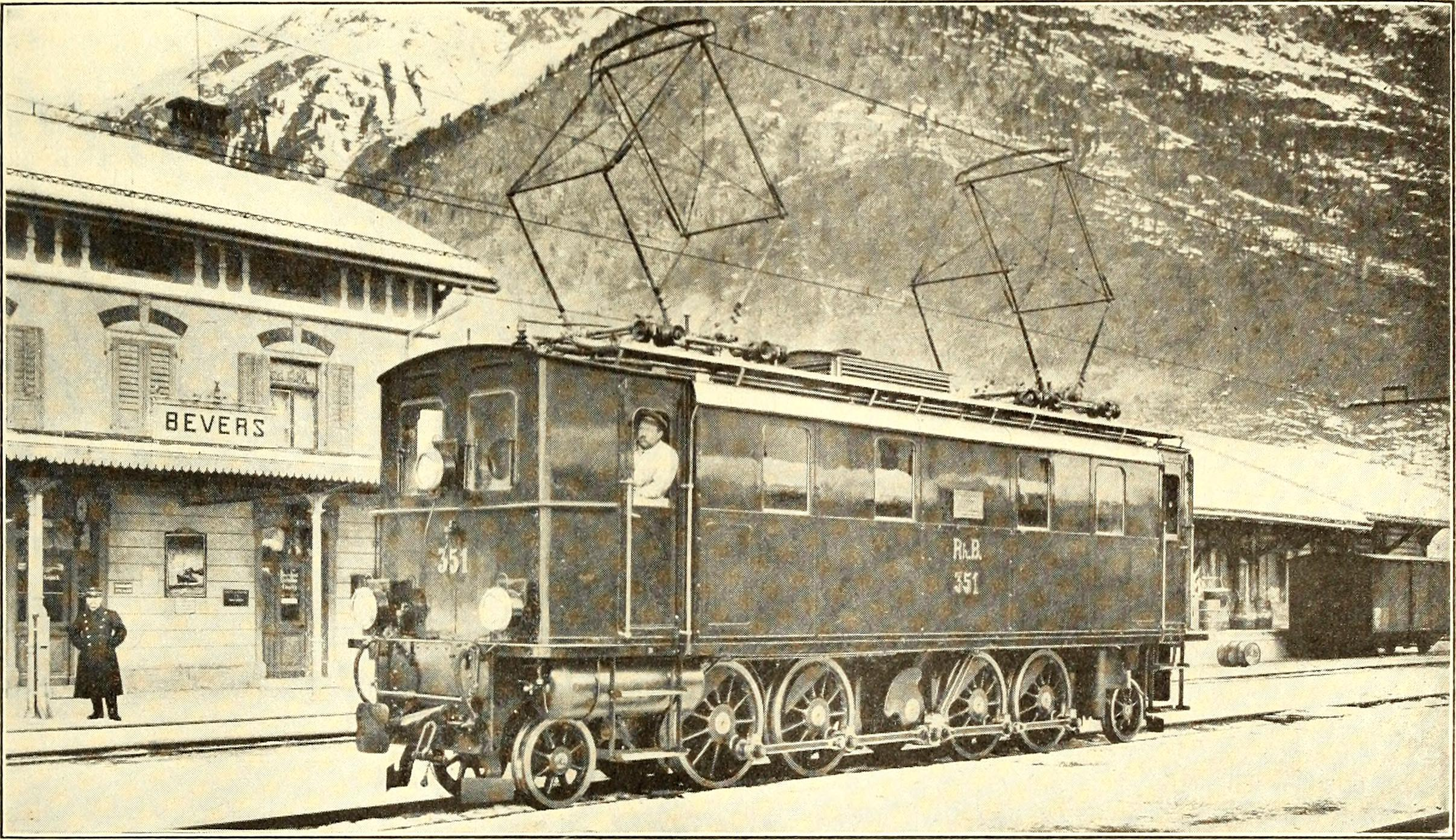
Ett smalspårirgt ellok vid stationen Bevers i Schweiz (1908).

Ellok, elektrolok, elektriskt lok eller elektriskt lokomotiv är ett dragfordon för tåg, drivet av elektricitet tillförd längs järnvägsspåret med kontaktledning eller strömskena. Siemens tillverkade det första elloket år 1879. Det första svenska eldrivna loket fanns i Robertsfors och hette Starkotter (1900).
Eldrivna lok som inte är ellok är:
- Dieselelektriska lok som får sin ström från en generator som drivs av en dieselmotor.
- Ackumulatorlok som får strömmen från ackumulatorer.

## Historik
Thomas Davenport konstruerades redan på 1830-talet en modellbana med batteridrivna modellvagnar. Tysken Johann Philipp Wagner kunde 1840 visa upp ett fullskaligt elektriskt lok med likströmsmotor och galvaniska batterier. Man lyckades dock inte utveckla det hela till något praktiskt genomförbart försök. 1842 sattes ett ellok konstruerat av skotten Robert Davidson i trafik på banan Glasgow-Edinburgh, vilket blev det första elloket i kommersiell drift. Det konkurrerades dock snart ut av ånglok och hästdragna vagnar. Dåtidens batterier som var enda kraftkälla var av för klen kapacitet, och elmotorerna svaga.
På industriutställningen i Berlin 1879 uppvisades dock ett elektriskt lok konstruerat av Werner von Siemens och byggt av firman Siemens & Halske. Det försörjdes med elektricitet via en järnskena som låg mellan spårskenorna, återledningen skedde genom hjulen. Strömförsörjningen skedde genom en likströmsgenerator med en spänning på 150 volt. Det var avsett för en 250 meter lång bana i en kolgruva. Det goda resultatet gjorde att Siemens & Halske några år senare fick bygga en liknande bana för regelbunden trafik mellan Berlin och villastaden Lichterfelde. Kort därefter byggdes en liknande bana i Offenbach och en annan i Mödling utanför Wien. Även i USA började Thomas Edison 1879 experimentera med elektriska lokomotiv. Till följd av en vetekris som tvingade hans finansiär i konkurs tvingades han dock att avbryta sina försök. 1884 öppnades en 3 kilometer lång elektrisk bana i Cleveland. Strömöverföringen skedde via en i banvallen nedlagd uppslitsad trätunna, i vilken till- och återledningarna var förlagda, varifrån en strömupptagare på lokomotivet stod i kontakt. På en utställning i Paris uppvisades i stället lok som försörjdes via luftledningar. I Europa ansågs länge dessa förfula stadsmiljön och kom att möta motstånd. I USA lät dock F. G. Sprauge konstruera en spårväg med sådan konstruktion 1888 och denna fick snabbt efterföljare. Efterhand som alltfler spårvägar av denna konstruktion anlades i USA kom motståndet mot konstruktionen att minska, den första spårvägen av amerikansk typ anlades i Halle 1891. En spårväg med batteridrivna vagnar var i drift i Köpenhamn 1897–1902.
På grund av kostnader och problem med kraftöverföringen kom elektricitet främst att användas för persontrafik i städer med spårväg. Det kom att bli länder med gott om vattenkraft och med få egna kolfyndigheter där elloken tidigast kom i bruk i större omfattning. Schweiz var det land som tidigast var ute med en omfattande elektrifiering, därnäst kom Sverige.
 Företaget Westinghouse lyckades år 1902 att konstruera en användbar banmotor för växelström. Den första svenska järnvägsbanan att elektrifieras var Djursholmsbanan 1895. 1906 elektrifierades Helsingborg–Råå–Ramlösa Järnväg och 1911–1912 Saltsjöbanan. Statens Järnvägar (SJ) började med att testa drift med elektriska järnvägsfordon på Värtabanan i Stockholm redan 1905. Det fattades också ett beslut att bygga Porjus kraftverk efter en infekterad debatt. Å ena sidan fanns då SJ, som menade att man skulle klara sig med en mindre turbin vid Torne träsks utlopp. Å andra sidan fanns Vattenfallsstyrelsen (nuvarande Vattenfall), som menade att ström behövdes även för andra ändamål och att man därför borde bygga ett stort vattenkraftverk i Luleälven vid Porjus, även om riskerna var större med denna oprövade storlek. Det slutade med att Vattenfalls förslag valdes. I efterhand kan man konstatera att detta var framsynt och faktiskt gav grunden för elektrifiering av även gruvverksamheten. I januari 1915 öppnades sedan den första eldrivna järnvägen hos SJ med ellok. Vissa av de svenska museijärnvägarna har äldre ellok, av många ansedda vara väl så intressanta som ånglok.
Några andra länder som var tidiga med att elektrifiera var USA och Tyskland.
I övriga delen av världen valde man ofta ång- eller diesellok som dragkraft, eftersom eldriften krävde stora investeringar i infrastrukturen och eftersom dieseln var billig.
Elloken visade sig dock ha stora fördelar och är numera den vanligaste loktypen i Sverige. Även utomlands ökar eldriften snabbt. I slutet av 1900-talet har i Sverige elloken nästan uteslutande ersatts av motorvagnståg, vad avser nybeställningar av persontåg. Däremot används ellok fortfarande för godståg.
Alternativet diesellok används i Sverige främst på mindre banor och i kapillärnätet där kontaktledning för järnväg saknas. Många gör bedömningen att hybridlok, som kombinerar eldrift med dieseldrift, kommer att öka för viss godstrafik.

## Typer
Den tekniska utvecklingen har bestäms av hela systemet från generering, distribution, kontaktledning, hastighetsreglering, traktionsmotorer till återledning via rälsen. Själva elloket är bara en del av det systemet. I artikeln elektrifierad järnväg beskrivs denna tekniska utveckling som lett fram till dagens moderna ellok.
Elektrolok kan indelas på olika sätt
1. Indelning beroende på hur strömregleringen från kontaktledningen till traktionsmotorerna sker
Äldre loktyper utan halvledare.
Dessa lok kan indelas i olika grupper.
1. Lok för 1500 eller 3000 volt likström. Förekom i Frankrike, Holland, Japan, Indien, Spanien, Italien, Luxemburg, Polen, Sydafrika med flera länder.
2. Lok med lågspänningsreglering (nedsides reglering) kontaktorer från olika uttag på transformatorns sekundärlindning och tredelning av strömmen exempelvis SJ littera D, Ha, Hb, Hg, Ub, Ud. Spänningen är som högst 480 volt per motor, vilket med 2 seriekopplade motorer ger 960 volt.
3. Som ovan men med sexdelning av strömmen SJ littera Da, Dm och Ra.
4. Lok med lågspänningsreglering och finreglering. Exempel Bergslagernas järnvägar littera O, samt SJ:s provlok F602
5. Lok med vals-(nock)strömställare. Exempel SBB Ce 6/8
6. Lok med vals-(nock)strömställare och induktionsregulator. Dessa har en steglös spänningsreglering. Exempel DRB E04
7. Lok med högspäningsreglering, regleringen sker med en lindningsomkopplare. Dessa lok behöver två transformatorer varav den första oftast är sparkopplad. Dessa lok har ofta 40 körläge. exempelvis SJ littera F, Ma och Mg.
8. Omformarlok som omvandlar enfas till trefas. En uppfinning av Kalman Kando.
9. Omformarlok som omformade växelströmmen till likström (Ward-Leonardomformare )som i sin tur drev likströmsmotorer. Förekom på SNCF E1001.
10. Omformarlok med ignitroner.

Nyare typer av elektrolok med halvledare
- Likriktarlok ("diodlok") som alternativ till omformarlok. Ersattes snabbt av tyristorlok (se nedan).
- Tyristorlok. En tyristor, är en halvledare som snabbt kan bryta mycket stora strömmar. Genom att datorstyra tyristorerna kan man effektivt generera en hyfsat jämn likström. Det möjliggjorde användning av likströmsmotorer, som kan göras små och som har stort vridmoment. De kunde därför monteras med en reduktionsväxel direkt på drivaxlarna mellan hjulen. Man slapp koppelstänger och fick en effektiv hastighetsreglering. Sverige var tidiga i denna utveckling med Rc-loken som blev en internationell succé och fortfarande används på 2000-talet.
- Asynkronlok. I dessa har man efter tyristorlikriktarna kopplat in en växelriktare, som genom datorstyrning kan generera en trefas växelström med variabel frekvens. Detta gjorde att man då kunde använda trefas asynkronmotorer, som är mycket enkla och små. Hastighetsregleringen var nu mycket enklare, eftersom datorerna enkelt kunde öka frekvensen på växelströmmen. Man kunde dessutom öka ut fartområdet genom enklare omkopplingar av statorlindningarna. I Sverige var det X2 som försågs med denna lösning. Andra är malmloket IORE och pendeltåget X60.
- Synkronlok med permanentmagnetiserade synkronmotorer. Det är i princip samma som asynkronloken, men de kortslutna rotorerna ersätts med permanentmagneter, vilket höjer verkningsgraden från ca 92% till ca 94%. ytterligare. Tekniken är tänkt att användas i det framtida Gröna tåget.
- Hybridlok. Dessa är ellok som även försetts med en dieselmotor som via en generator driver samma elektriska traktionsmotorer och därför även kan köra på oelektrifierade banor, främst i kapillärnätet. Sådana finns utomlands, men är sällsynta på grund av kostnad.

Indelning med avseende på hur kraftöverföringen från motor till drivhjul sker
- Koppelstångslok med blindaxel som är direktdriven av motor med vevstake exempelvis SJ littera Pa, Oa och Ob.
- Koppelstångslok med blindaxel och kuggväxel mellan motorer och blindaxel, exempelvis littera SJ littera D, Da, Dm, Of, Ub och Ud.
- Tasslagermotorer en motor per drivaxel exempelvis SJ littera Ha, Hb, Hc och Hg.
- Hålaxeldrift, en motor per drivaxel exempelvis SJ littera F, Hd, Ma och Mg.

### Ett elloks effekt
Effekten för ett elektrolok kan anges på tre olika sätt 1. Kontinuerlig effekt 2. Timeffekt, den effekt som loket kan avge under en timme då loket startar med kalla motorer 3. Maximal effekt, den effekt som loket kan avge under några få minuter, då det startar med kalla motorer. Exempel SJ lok littera D som det levererades: kontinuerligt 1400 hk, timeffekt 1660 hk, toppeffekt 2600 hk.

### Olika komponenter i ett ellok
- Strömavtagare mot kontaktledningen. Vanligen två stycken en av dessa används beroende på lokets körriktning, det vanligaste hos SJ är att den bakre strömavtagaren i lokets körriktning är uppfälld, men på äldre lok kan det vara tvärtom, detta beroende på lokets aerodynamik.
- Huvudbrytare. Oftast på taket.
- Huvudtransformator för att få ned spänningen från kontaktledningen och som jordas mot rälsen.
- Hjälptransformator för övrig strömförsörjning i tåget: Värme, belysning, kommunikation mm.
- Kompressor för tågbromsen.
- Styrsystem för att dels förhindra slirning och dels återleda ström vid bromsning.
- Utrustning för kommunikation med säkerhetssystemet. Det finns 15 olika säkerhetssystem i Europa, varav Sverige och Norge har ett system kallat ATC. Dessa planeras att ersättas av det nya ERTMS. Har införts på Bottniabanan. Kommunikationen med loken går i ERTMS via baliser och radio (GSM-R).
- Kommunikationsutrustning för multipeldrift (flera lok i samma tåg).

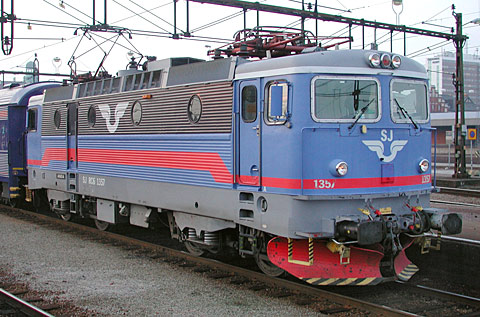
Ett Rc-lok i Malmö. Dessa lok tillverkades mellan 1967 och 1988 och ersatte de klassiska D-loken.

- Kommunikationsutrustning för att tala med konduktör eller sända meddelanden till passagerarna på displayer.

## Ellokens framtid
2009 fanns det färre ellok än diesellok i världen, även om skillnaden hela tiden minskat.
Ellokens framtid påverkas av bl.a. följande faktorer:
- Järnvägens från år 2000 ökande marknadsandel (se referenser i artiklarna om person- och godståg):
  - Persontåg för pendling ökar på grund av storstadsträngsel. Resor upp till 600 km ökar på grund av lägre energiförbrukning. För längre resor är flyget överlägset tills höghastighetståg kommer.
  - Godståg ökar sin marknadsandel långsamt. Lastbilar är konkurrenskraftiga i närdistribution men ogynnsamma på längre sträckor. När gränsöverskridande godstrafik blir effektivare kommer godstrafiken med tåg att öka väsentligt. Trafikinfarkt på Europas huvudvägar utgör redan ett problem. I USA är godstrafik med tåg avsevärt större än i Europa.
- Energiutvecklingen. Priset på fossil diesel förväntas fortsätta att öka. Även om man lyckas framställa biodiesel (se referens) så kan även den bli dyr. Även elen kommer att öka i pris men den högre verkningsgraden på ellok gör dessa mer konkurrenskraftiga.

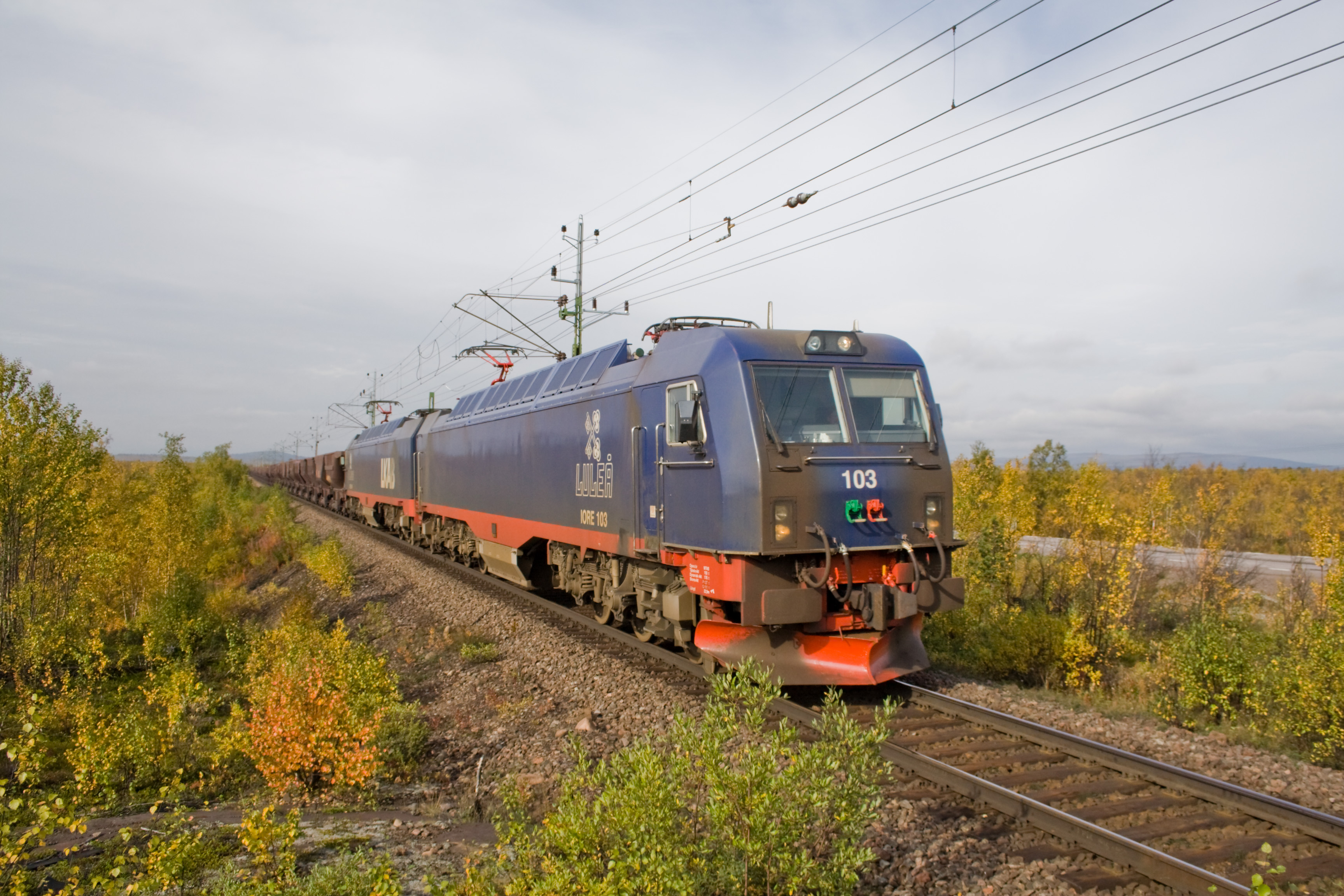
Det moderna kraftiga malmtågsloket IORE ("Iron Ore")

- Ellok kan göras billigare och starkare än diesellok. De har lägre underhåll. De föredras därför av operatörerna.
- Elektrifieringen av banor. Det är numera uppenbart att livslängden på järnvägsinvesteringar är betydligt längre än man trott tidigare. Vidare är många banor redan nu överbelastade så att volymen finns för lönsam elektrifiering. I Europa är elektrifieringen redan långt gången. I USA däremot är det inte så enkelt eftersom man har en väsentligt högre last på tågen (double stacked containers) så att kontaktledningen kommer för högt. Dessutom kan matningen av kontaktledningarna bli ett problem eftersom amerikanska godståg är extremt tunga. Med diesellok kan man bara sätta in flera lok i tågen.
- Miljöbelastningen. Transportkunder, och därmed operatörer, som vill profilera sina varumärken mot miljövänliga transporter föredrar ellok även om även dessa orsakar emissioner vid matning från till exempelkolkraftverk.
- Utskrotning. Den stora förbättring som skedde kring år 2000 genom att använda växelströmsgenerator, växelriktare och asynkronmotorer, kan relativt enkelt införas på äldre elektriska lok. Man installerar samma standardiserade traktionsmotorer och växelriktare som i moderna ellok. Resten i loket kan återanvändas. Detta gör att livslängden förlängs och nytillverkning får lägre volymer.
- Utvecklingen mot hybridlok bedöms vara trolig. Den nya tekniken med växelriktare och enkla asynkronmotorer gör att en allt större del av komponentkostnaden i ett lok blir gemensam.
- För persontåg kommer motorvagnslösningarna troligen att slå ut loken.

Sammanfattningsvis bedöms elloken vinna marknadsandel mot dieselloken. Men marknaden förblir konstant genom att lok för persontåg minskar och lok för godståg ökar.